# 亞利桑那州圖森聖殿
亞利桑那圖森聖殿是位於亞利桑那州圖森的耶穌基督後期聖徒教會的一座聖殿。 當時教會總會會長多馬·孟蓀（Thomas S. Monson）於2012年10月6日在教會的半年一次的總會大會中宣布了建造聖殿的意圖。 這座聖殿佔地38,216平方英尺（3,550平方公尺），位於7.4英畝（3.0公頃）的土地上。
与教会的所有其他圣殿一样，2020年，亚利桑那图森圣殿因COVID-19大流行而关闭。 